# Walto Tuomioja
Walto Wihtori Tuomioja, W.W. Tuomioja, född den 7 mars 1888, död den 2 oktober 1931, var en finsk jurist, journalist och politiker. 
Från början var han aktiv i Ungfinska partiet och blev efter partiombildningarna i samband med Finlands självständighet 1917 i stället engagerad i Framstegspartiet, för vilket han blev riksdagsledamot 1924-1929 och sedan igen 1930 till sin död 1931. Tuomioja var chefredaktör för Helsingin Sanomat från 1927 till 1931. Han var far till Sakari Tuomioja och därigenom farfar till Erkki Tuomioja.